# Lodewijk van Heiden
Lodewijk Sigismund Vincent Gustaaf van Heiden, in russo Логин Петрович Гейден? (Zuidlaren, 6 settembre 1772 – Tallinn, 5 ottobre 1850), è stato un ammiraglio olandese, che militò nella marina imperiale russa e combatté con essa nella Battaglia di Navarino al comando di uno squadrone.

## Biografia

### La famiglia
Nato a Zuidlaren, nell'area nord orientale dei Paesi Bassi, van Heiden era il figlio secondogenito del conte imperiale Sigismund Pieter Alexander van Heiden, signore di Reinestein e Laarwoud, e della baronessa Marie Frederique van Reede. Egli è l'unico eroe navale olandese della provincia di Drenthe che è posta nell'entroterra e quindi non a contatto diretto col mare.
Il conte Lodewijk van Heiden sposò Anne-Marie Akeleye, figlia del capitano Johannes Akeleye, ufficiale danese al servizio della Russia. La coppia ebbe quattro figli tra cui Frederick Heiden, futuro governatore generale del Granducato di Finlandia.

### Gli inizi nella marina
Lodewijk van Heiden entrò nella marina olandese all'età di nove anni e venne promosso Luogotenente all'età di sedici anni. Egli compì numerosi viaggi nei territori d'oltremare olandesi durante i suoi sei anni di attività. Rimasto fedele agli orangisti, accompagnò lo stadtholder Guglielmo V nel suo esilio da Scheveningen in Inghilterra. Al suo ritorno nei Paesi Bassi venne catturato e rinchiuso nel carcere dell'Aia. Malgrado i numerosi interrogatori egli si rifiutò sempre di dare un qualsiasi dettaglio sulla fuga di Guglielmo V. Per iniziativa del generale francese Pichegru venne liberato due mesi dopo e poté fare ritorno nella nativa Zuidlaren.
Nel 1795, van Heiden, decise di lasciare l'Olanda e di offrire i propri servigi allo Zar russo. Egli venne nominato Capitano-Luogotenente all'età di soli 22 anni e nel giro di breve tempo raggiunse gli alti gradi della marina. Egli operò nel Mar Nero sino al 1803; durante questo periodo venne promosso a Capitano di II classe e dopo il matrimonio venne spostato in Estonia che all'epoca era provincia russa.
Nel 1808, van Heiden venne promosso Capitano di I classe ed ottenne il comando di una flottiglia russa di stanza a Vyborg che venne coinvolta tra il 1808 ed il 1809 nella guerra contro la Svezia a seguito dell'alleanza della Russia con Napoleone e alla firma del Trattato di Tilsit nel 1807. Egli sconfisse una galea svedese nel corso della Battaglia di Sandöström operando col Luogotenente-Comandante Pyotr Dodt. La flottiglia svedese si ritirò nelle isole Åland dove con l'appoggio delle navi inglesi poté continuare a mantenere il controllo di una parte del Mar Baltico. Dopo questo atto van Heiden divenne comandante di squadrone ed operò nel Granducato di Finlandia.
Dopo l'Assedio di Danzica (1813), van Heiden venne promosso al rango di Commodoro e venne largamente decorato.

### Comandante della flotta russa nel Mediterraneo

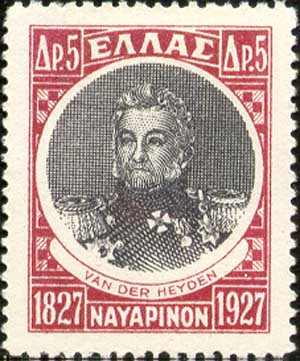
Francobollo greco del 1927 raffigurante l'ammiraglio van Heiden

Nel 1826, van Heiden ottenne il comando della flotta russa nel Mediterraneo (assieme a Michail Lazarev). Il 27 ottobre 1827 divenne comandante di uno squadrone russo alla Battaglia di Navarino contro i turchi nell'ambito della Guerra d'indipendenza greca - una delle più importanti battaglie navali all'interno di quella guerra. Lo scontro si concluse con la sconfitta della flotta turco-egiziana e la distruzione della fortezza di Navarino. Van Heinden riuscì a sfuggire alla morte in questo scontro quando il ponte della nave sul quale stava ad osservare lo scontro venne colpito da una palla di cannone. La vittoria della battaglia lo portò alla promozione a Vice Ammiraglio e all'aggiunta di nuove decorazioni. Il suo prestigio internazionale nel frattempo cresceva sempre più: i greci lo considerarono un salvatore dall'oppressione turca e ad Atene ancora oggi vi è la via van Heiden nel centralissimo quartiere di Victoria Square dove venne eretta una statua in suo onore. Il governo greco nel 1927, in occasione del centenario della guerra d'indipendenza, gli ha dedicato anche un francobollo.

### Governatore di Kronstadt
Al picco massimo della sua fama, rispettato ovunque e da chiunque, decorato di molte medaglie, van Heiden venne chiamato dallo zar ad assumere la carica di governatore militare di Kronstadt (sull'isola di Kotlin nel Golfo di Finlandia tra l'Estonia e San Pietroburgo) e Reval (oggi Tallinn).

### Ritorno nei Paesi Bassi
Nel 1832 van Heiden fece ritorno nei Paesi Bassi per l'ultima volta nella sua vita. Egli ottenne il ricevimento ufficiale da parte del re Guglielmo I dei Paesi Bassi che gli provvedette una nave armata per visitare le principali città portuali dello stato oltre che la nativa Zuidlaren. Uno stuolo di guardie d'onore lo accompagnò al municipio ove si tenne un memorabile banchetto. Rimasto nella sua residenza per qualche tempo apparve in pubblicò per una manifestazione nella quale navigò sul lago Zuidlaardermeer. Intenzionato ad andare in America per un nuovo viaggio, decise di fare ritorno a Tallinn dove venne colpito da una polmonite che lo portò alla morte nel 1850. Contrariamente alla sua volontà di essere sepolto nel suo paese natale, Zuidlaren, van Heiden venne sepolto nel cimitero Kopli di Tallinn.